# مرگویر پاردیسپانیان
مرگویر پاردیسپانیان (فرانسوی: Merguir Bardisbanian‎ یا باربیسپانیان ‏ ۳ نوامبر ۱۸۹۷ – درگذشته ۱۹۶۹) مهندس صدا ارمنی-فرانسوی بود. 

## زندگی‌نامه
در ۳ نوامبر ۱۸۹۷ در سمورنا در ولایت آیدین، امپراتوری عثمانی به دنیا آمد و در دسامبر ۱۹۲۹ به تابعیت فرانسه درآمد؛ و از مدرسه مرکزی پاریس فارغ‌التحصیل شد. وی به عنوان سر اپراتور در سینمای فرانسه به فعالیت پرداخت. وی در ۱۹۶۹ در سن ۷۲ سالگی در فرانسه درگذشت.

## فیلمشناسی
- ۱۹۳۲: Live at the heart (آلکساندر آرنائودی و روژه لیون)
- ۱۹۳۴: تونی (ژان رنوآر)
- ۱۹۳۵: آنژلا (مارسل پانیول)